# Girolamo Hermosilla
Jerónimo Hermosilla Aransáez (Santo Domingo de la Calzada, 30 settembre 1800 – Hải Dương, 1º novembre 1861) è stato un vescovo cattolico spagnolo.

## Biografia
Jerónimo Hermosilla Aransáez è stato un presbitero dell'Ordine dei frati predicatori (domenicano), missionario nel Vietnam e vicario apostolico del Tonchino orientale; fu decapitato per ordine dell'imperatore Tự Đức. Beatificato come martire nel 1906, è tra i 117 santi martiri del Vietnam canonizzati da papa Giovanni Paolo II nel 1988
Il suo elogio si legge nel Martirologio romano al 1º novembre.

## Genealogia episcopale e successione apostolica
La genealogia episcopale è:
- Cardinale Scipione Rebiba
- Cardinale Giulio Antonio Santori
- Cardinale Girolamo Bernerio, O.P.
- Arcivescovo Galeazzo Sanvitale
- Cardinale Ludovico Ludovisi
- Cardinale Luigi Caetani
- Cardinale Ulderico Carpegna
- Cardinale Paluzzo Paluzzi Altieri degli Albertoni
- Papa Benedetto XIII
- Papa Benedetto XIV
- Cardinale Enrico Enriquez
- Arcivescovo Manuel Quintano Bonifaz
- Arcivescovo Basilio Tomás Sancho y Hernando de Santas Justa y Rufina, Sch.P.
- Arcivescovo Juan Antonio Gallego y Orbigo, O.F.M.Disc.
- Vescovo Domingo Collantes, O.P.
- Arcivescovo Juan Antonio Zulaibar y Aldape, O.P.
- Vescovo Francisco Albán Barreiro, O.P.
- Vescovo Juan Antonio Lillo, O.F.M.Disc.
- Arcivescovo José Maria Seguí Molas, O.S.A.
- Vescovo Pierre-André Retord, M.E.P.
- Vescovo Jerónimo Hermosilla Aransáez, O.P.

La successione apostolica è:
- Vescovo Romualdo Jimeno Ballesteros, O.P. (1841)
- Vescovo Domingo Martí, O.P. (1847)
- Vescovo Hilarión Alcázar, O.P. (1849)
- Vescovo José María Díaz Sanjurjo, O.P. (1849)